# Bogna
Bogna ist ein weiblicher Vorname slawischer Herkunft. Der Name bedeutet etymologisch „Göttlich, Reiche, Glück“. Die Namenstage von Bogna sind der 20. Juni und der 23. Juli.

## Bekannte Namensträgerinnen
- Bogna Sobiech (* 1990), polnische Handballspielerin
- Bogna Koreng (* 1965), sorbische Moderatorin
- Bogna Sokorska (1927–2002), polnische Sängerin